# Samarkand Challenger 2007
Il Samarkand Challenger 2007 è stato un torneo di tennis facente parte della categoria ATP Challenger Series nell'ambito dell'ATP Challenger Series 2007. Il torneo si è giocato a Samarcanda in Uzbekistan dal 6 al 12 agosto 2007 su campi in terra rossa.

## Vincitori

### Singolare
Michail Kukuškin ha battuto in finale  Manuel Jorquera con il punteggio di 6–4, 6–3

### Doppio
Serhij Bubka /  Evgenij Kirillov  hanno battuto in finale  Jaroslav Pospíšil /  Adam Vejmelka con il punteggio di 6–3, 6–2